# マウルブロン

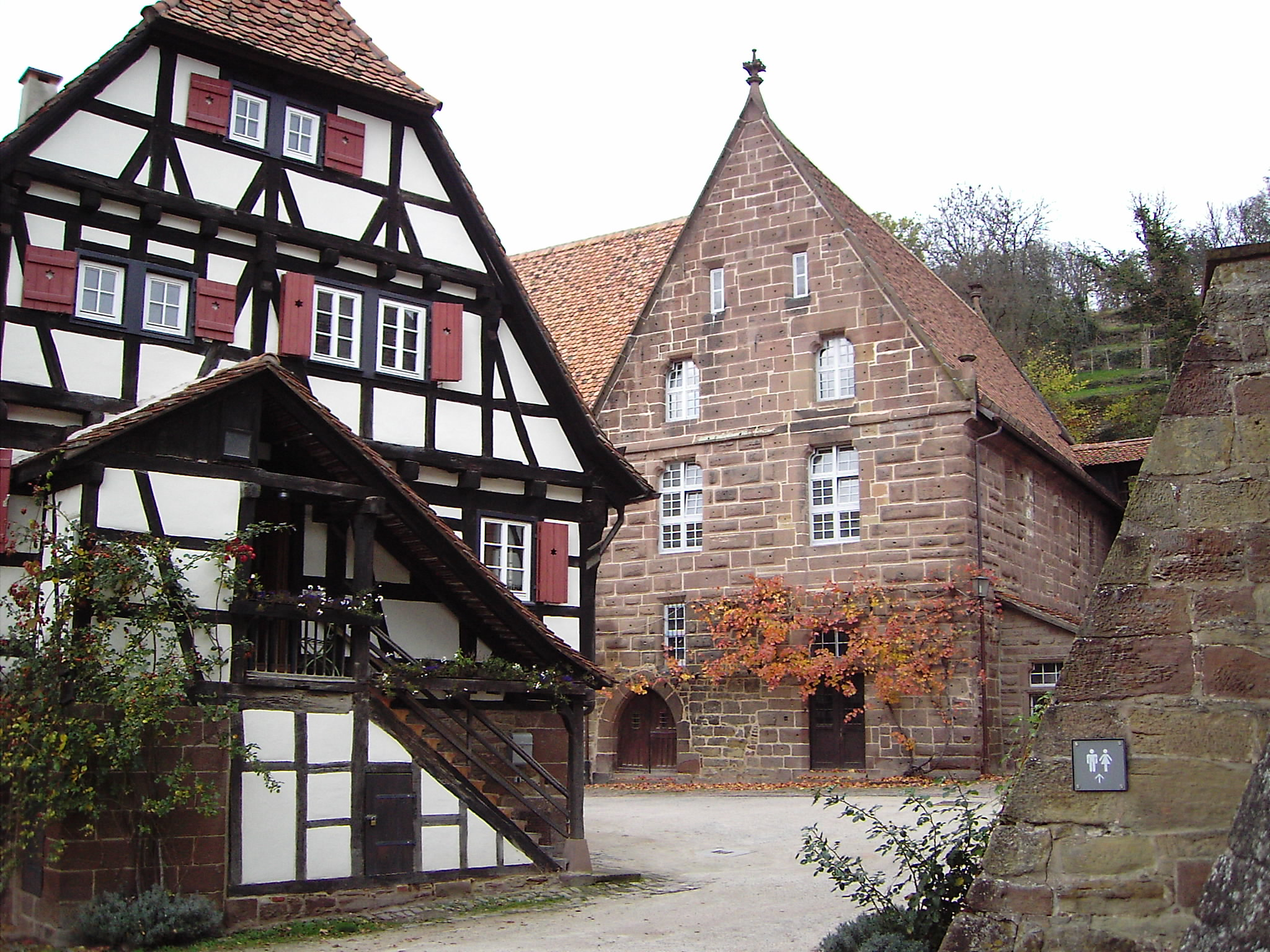
修道院の製パン所

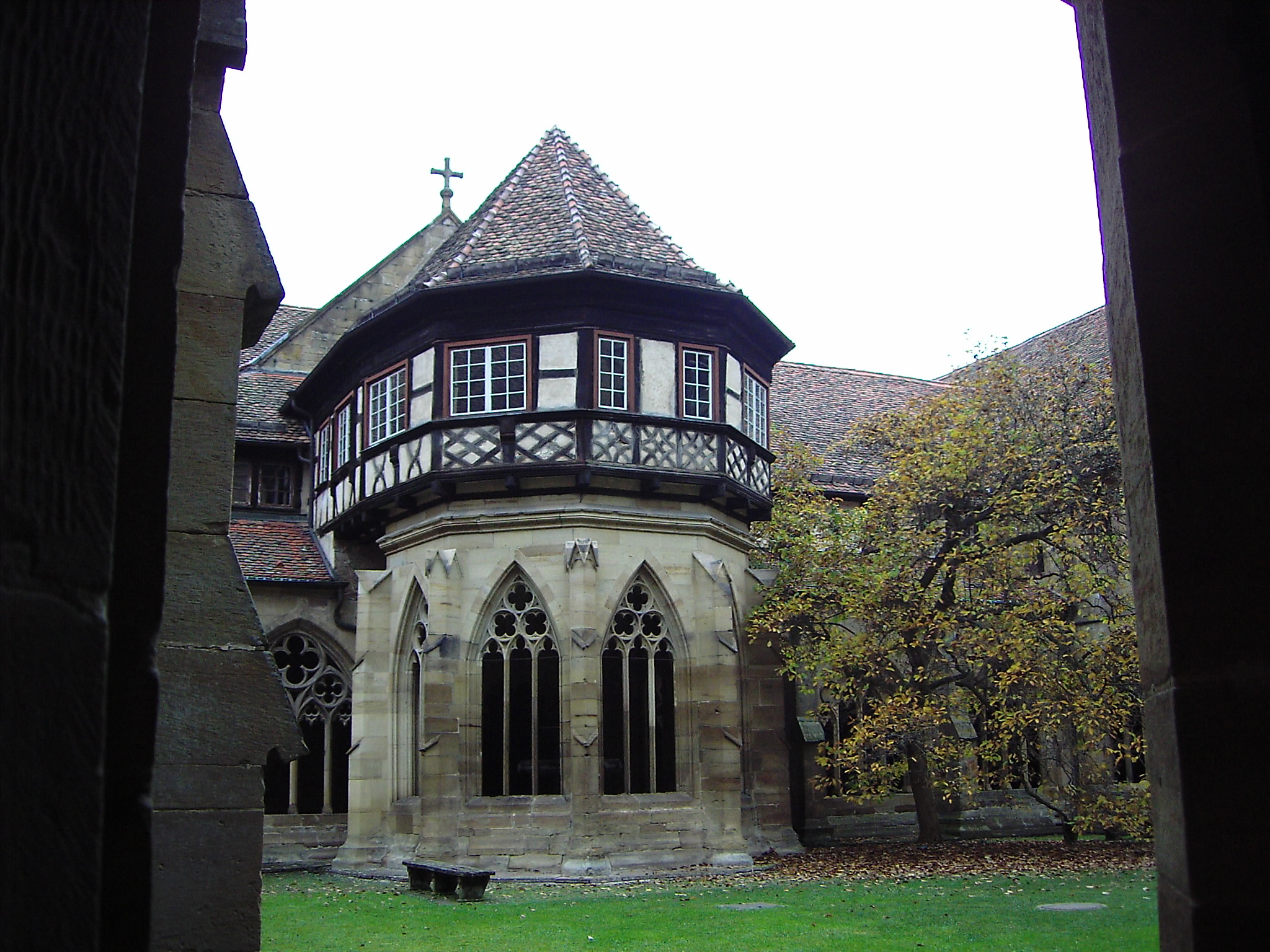
修道院の回廊（中に噴水がある）

マウルブロン（Maulbronn　発音　maʊ̯lˈbrɔn）はドイツ連邦共和国の都市。バーデン＝ヴュルテンベルク州のエンツ郡に属する。人口は6770人（2004年）。中世に建てられたシトー会の修道院は、1993年に世界遺産リストに登録された。近隣の都市としては、約15キロ南西のプフォルツハイム、30キロ西のカールスルーエ、35キロ北東のハイルブロンなどが挙げられる。

## 歴史
12世紀半ば、シトー派の修道士たちが修道院を設けた。礼拝所だけでなく、製パン所、家畜小屋、守衛小屋など様々な施設が現在まで残されており、ユネスコの世界遺産にも登録されている。16世紀になると、ヴュルテンベルク公の統制下に入り、16世紀半ばにはルター派の神学校となった。その学校にはヨハネス・ケプラーやフリードリヒ・ヘルダーリンやヘルマン・ヘッセが通っていた。修道院の近くにマウルブロン村が成立した。当時は、ヴュルテンベルク王国のネッカー郡に属していた。1886年、都市に昇格した。

## 姉妹都市
- Le Valdahon、フランス